# Ngày khai trường

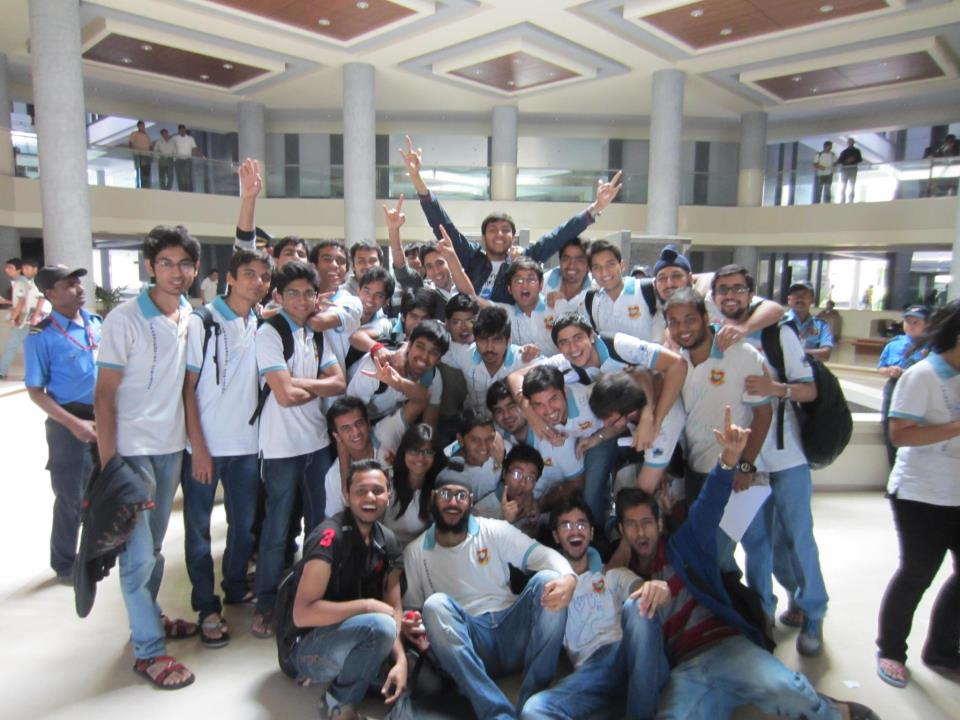
Học sinh ở Mumbai, Ấn Độ trong ngày đầu tiên đi học.

Ngày tựu trường, ngày khai trường hay ngày khai giảng là buổi đầu tiên của một năm học. Sự kiện này thường diễn ra vào từ cuối tháng 8 đến đầu tháng 9 ở Bắc bán cầu và tháng 1 hoặc tháng 2 ở Nam bán cầu, nhưng có sự khác biệt giữa các quốc gia.

## Châu Mỹ

### Canada
Ngày khai trường thông thường vào đầu tháng 9, thường sau ngày Lao động. Vào tuần đầu tiên của tháng 9 thường vào thứ Tư, thứ Năm hoặc thứ Sáu.

### Costa Rica
Ngày khai trường ở Costa Rica vào đầu tháng 2. Bộ Giáo dục thay đổi ngày mỗi năm để đảm bảo 200 ngày có hiệu lực trong lịch học.

### Hoa Kỳ
Tại Hoa Kỳ, chính sách giáo dục được xác định chủ yếu ở cấp tiểu bang và các cấp học khu. Do đó, không có một ngày cụ thể để khai trường. Một số trường bắt đầu khai trường sau Ngày Lao động vào tháng 9, trong khi một số trường khác có thể đã bắt đầu vào đầu tháng 8. Ngày khai trường của nhiều học khu vào Thứ Tư hoặc Thứ Năm sau Ngày Lao Động (Thứ Hai đầu tiên của tháng Chín). Vào ngày đó, dịch vụ vận tải công cộng tăng và bắt đầu giờ cao điểm sớm hơn. Ở một số khu học khác, trường bắt đầu vào tháng Tám. Ví dụ, tại Học Khu Thống Nhất San Diego, San Diego, California, ngày học đầu tiên của năm học 2017-18 được thiết lập đến ngày 28 tháng 8.

## Châu Á

### Pakistan
Ngày khai trường ở Pakistan vào tháng Tư.

### Ấn Độ
Ngày khai trường ở Ấn Độ vào ngày thứ Hai đầu tiên của tháng Sáu. Năm học kết thúc vào giữa tháng Tư hoặc tuần cuối cùng của tháng Tư.

### Iran
Ngày khai trường ở Iran là ngày đầu tiên của tháng Mehr (tháng thứ bảy của lịch Iran, tức 22/23 tháng 9) trong cả nước.

### Các Tiểu Vương Quốc Ả Rập Thống Nhất
Ngày khai trường ở các Tiểu Vương quốc Ả rập Thống nhất vào ngày 2 tháng 9.

### Oman
Ngày khai trường ở Oman thường đầu tháng chín.
Năm học kết thúc vào tuần cuối cùng của tháng Tư.

### Philippines
Lịch học của chính phủ Philippines thường bắt đầu vào tháng 6 hàng năm. Tuy nhiên, trường tư có ngoại lệ để đi chệch khỏi lịch theo quy định của Đạo luật Cộng hòa số 7797. Một số trường cao đẳng hoặc đại học có thể bắt đầu năm học vào tháng Tám. Năm học phải bao gồm 200 ngày nhưng không quá 220 ngày.

### Qatar
Ngày khai trường ở Qatar vào ngày 15 tháng 9, cũng như một số quốc gia Ả Rập trên thế giới

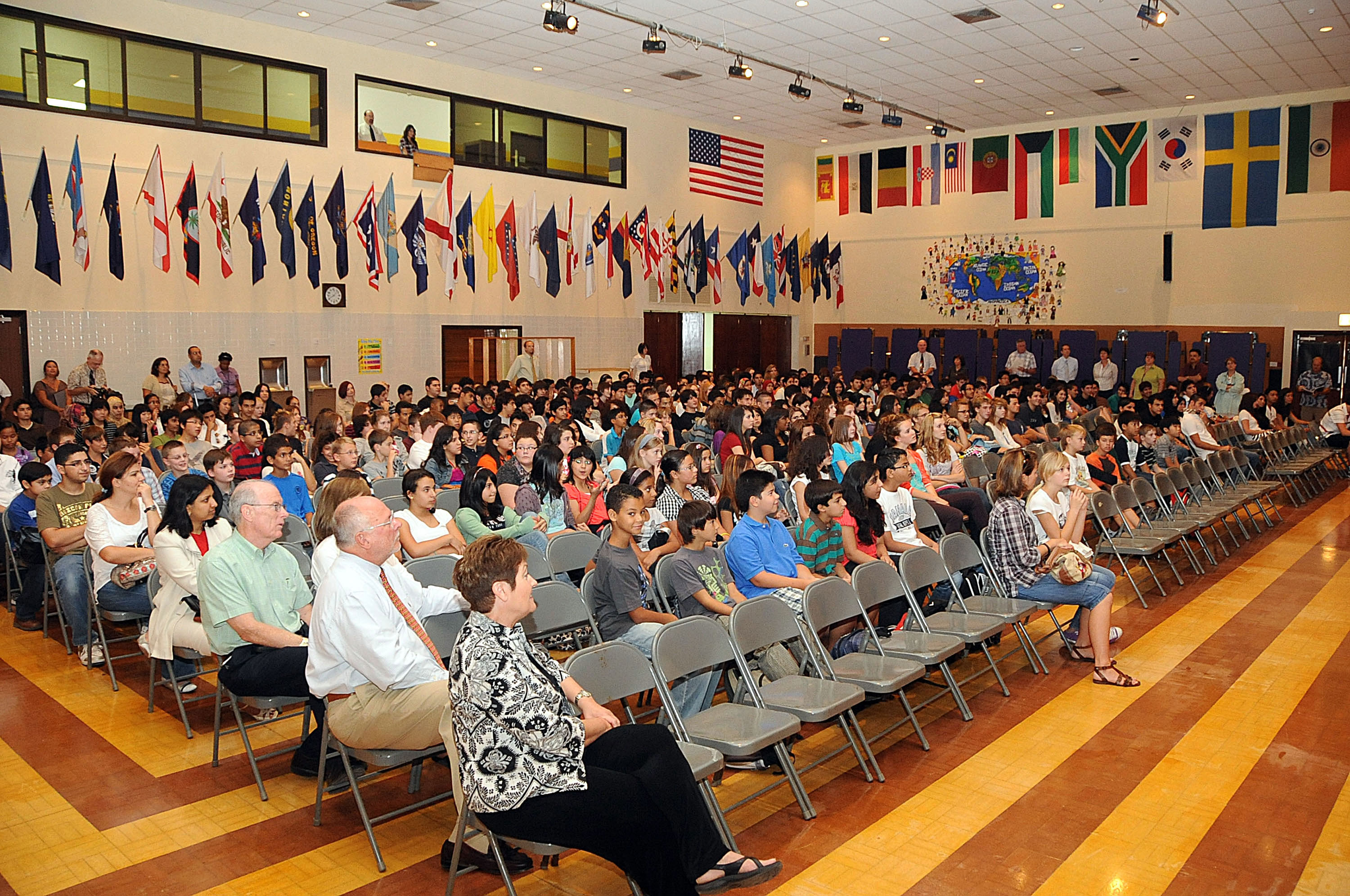
Học sinh trường Bahrain tham dự buổi hướng dẫn trong ngày đầu tiên đi học

.

### Ả Rập Xê Út
Ngày khai trường ở Ả Rập Xê Út diễn ra sau mùa hè, thường là vào tháng 8 hoặc tháng 9.

### Singapore
Năm học cho tất cả các trường tiểu học và trung học của Singapore bắt đầu từ đầu tháng 1 và kết thúc vào tháng 11. Có 40 tuần thực học cho việc dạy và học trước khi bắt đầu kỳ thi quốc gia, và sáu tuần nghỉ học vào cuối năm cho cả giáo viên và học sinh.

### Liban
Ngày khai trường ở Liban vào giữa nửa tháng 9, và khác nhau ở mỗi trường.

### Việt Nam

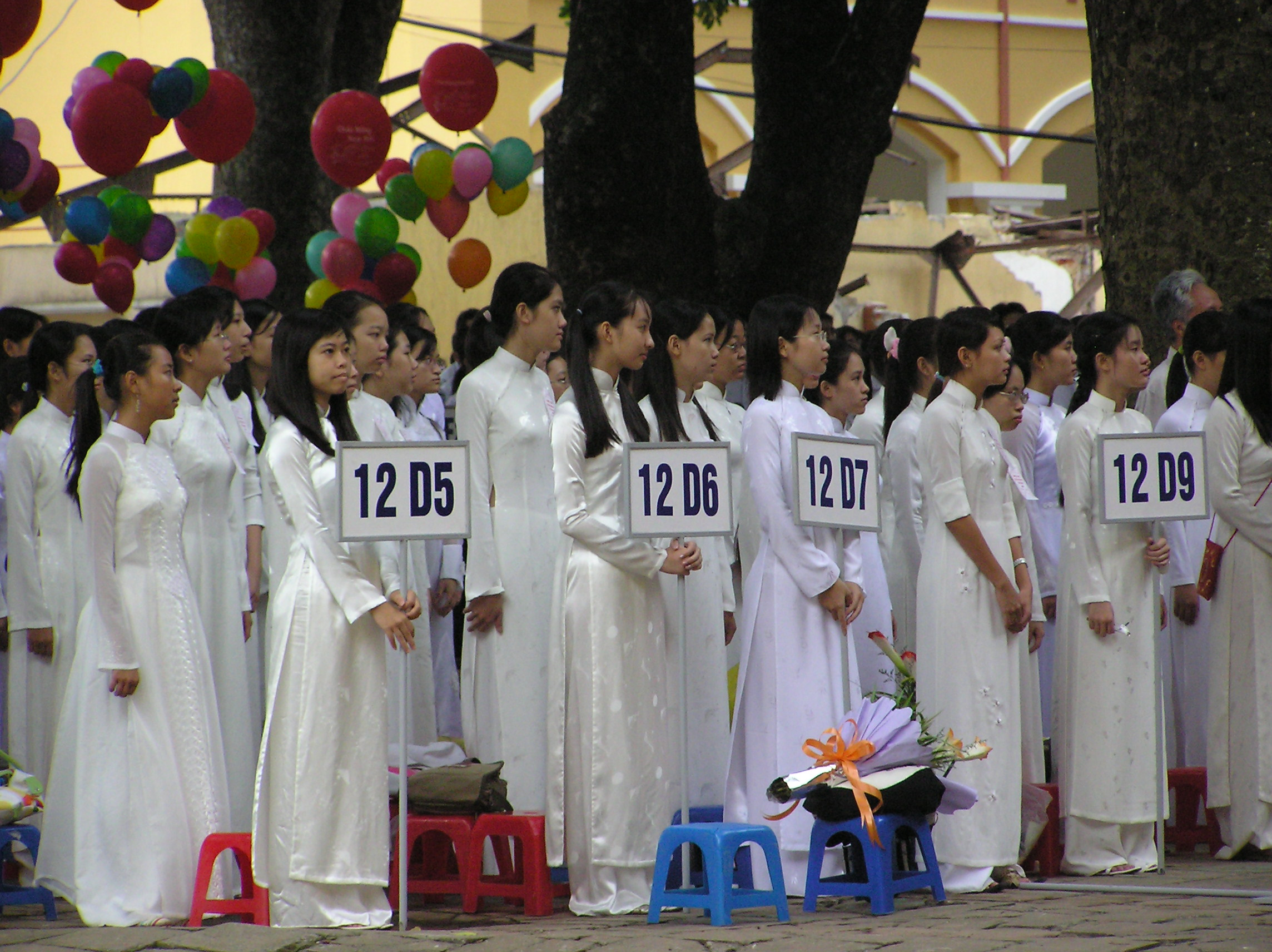
Học sinh trường Chu Văn An, Hà Nội trong ngày khai giảng

Ngày khai trường ở Việt Nam được ấn định vào ngày 5 tháng 9, theo ngày bức thư "Thư gửi cho các học sinh" đầu tiên của nước Việt Nam được gửi cho học sinh trên cả nước. Trước đây, học sinh, sinh viên đã bắt đầu học sớm hơn từ tháng Tám. 

### Hàn Quốc
Ngày khai trường ở Hàn Quốc vào tháng Ba. 

## Châu Âu

### Hy Lạp
Ngày khai trường ở Hy Lạp vào ngày 11 tháng 9 hoặc thứ Hai đầu tiên sau ngày 11 tháng 9 là Thứ Bảy hoặc Chủ Nhật.

### Ba Lan
Theo nghị định năm 2010 của Bộ trưởng Bộ Giáo dục công cộng Ba Lan, ngày khai trường ở các trường giáo dục bắt buộc thường xuyên ở Ba Lan vào ngày 1 tháng 9 hoặc ngày thứ Hai sau thứ Hai nếu ngày 1 tháng 9 rơi vào thứ Sáu, thứ Bảy hoặc Chủ Nhật. Trước đây, theo một nghị định tương tự năm 2002, ngoại lệ trên chỉ dành cho Thứ Bảy và Chủ Nhật, và ngày cuối cùng là ngày thứ Sáu đầu tiên sau ngày 18 tháng 6.

### Nga
Các trường học ở Nga (và trước đây là Liên Xô) trong lịch sử bắt đầu vào ngày 1 tháng 9. Ngày chính xác của đất nước đã được sửa đổi bởi Nghị định của Hội đồng nhân dân năm 1935
 và được thành lập chính thức bởi Nghị định Xô viết Tối cao Liên Xô. Năm 1984, ngày 1 tháng 9 chính thức được công bố là Ngày Kiến thức. Nếu nó rơi vào chủ nhật, hầu hết các trường chọn tổ chức vào ngày chủ nhật một dòng nghi lễ truyền thống, để bắt đầu năm học, và bài học đầu tiên vào thứ hai tuần sau. Theo truyền thống, học sinh tặng hoa cho giáo viên.

### Vương Quốc Anh

#### Anh và xứ Wales
Ngày khai trường cho các trường công lập ở Anh và xứ Wales thay đổi tùy theo chính quyền địa phương và đôi khi theo trường học, nhưng gần như luôn luôn trong tuần đầu tiên của tháng Chín, hoặc đôi khi trong tuần thứ hai
.

#### Scotland
Ngày đi học đầu tiên ở Scotland bắt đầu vào giữa tháng 8 đến cuối tháng 8, sớm hơn một tuần so với phần còn lại của Vương quốc Anh. Ngày chính xác thay đổi theo chính quyền địa phương và đôi khi theo trường.